# 三防镇
三防镇，是中华人民共和国广西壮族自治区柳州市融水苗族自治县下辖的一个乡镇级行政单位。

## 行政区划
三防镇下辖以下地区：
三防社区、洞马村、本洞村、烟洞村、荣洞村、乃文村、联合村、新兴村、拉川村、兴洞村和三联村。